# Microsaccus ramosus
Microsaccus ramosus är en orkidéart som beskrevs av Johannes Jacobus Smith. Microsaccus ramosus ingår i släktet Microsaccus och familjen orkidéer. Inga underarter finns listade i Catalogue of Life.